# 德蘭士瓦殖民地
25°S 30°E / 25°S 30°E
德蘭士瓦殖民地，是大英帝國歷史上的一個殖民地。從1902年第二次布爾戰爭結束、南非共和國解體，到1910年南非聯邦成立期間，德蘭士瓦殖民地始終處於英國的直接統治下。相比起戰敗的南非共和國（1856年至1902年間存在），德蘭士瓦殖民地的領土面積更加廣闊。1910年5月31日，德蘭士瓦殖民地正式併入南非聯邦，成為德蘭士瓦省。

## 歷史
在英布戰爭中，南非共和國以及奧蘭治自由邦兩個布爾共和國都被英國擊敗並向其投降。和平條約——《弗里尼欣和約》包含以下條款：
1. 所有南非共和國以及奧蘭治自由邦的市民放下武器，接受國王愛德華七世為他們的君主。
2. 所有在南非共和國以及奧蘭治自由邦邊界以外的市民，一旦宣布效忠國王，將會獲送回家園。
3. 所有投降市民的財產均不會被剝奪。
4. 不得因戰爭行為對市民提起民事或刑事訴訟，但違反戰爭慣例的行為除外。在這種情況下，將立即進行軍事法庭審判。
5. 允許學校教授荷蘭語以及法庭使用荷蘭語。
6. 允許持許可證的人擁有槍支。
7. 軍事管理局應儘早由自治的代表機構接替。
8. 在獲得自治之前，給予當地人選舉權的問題將不予討論。
9. 不會徵收特別稅來支付戰爭的費用。
10. 建立各種委員會來處理與支付有效的戰爭費用索賠，並履行戰爭期間由南非共和國以及奧蘭治自由邦簽發的文件。委員會也會為無家可歸者提供食物，並協助重建受戰爭破壞的家園。為此，英國王室同意免費贈款300萬英鎊，以及兩年內無息貸款，並在此後幾年內按3%的利率償還。

1902年，《弗里尼欣和約》簽署之後，新的德蘭士瓦殖民地仍需要解決錯綜複雜的經濟與政治問題。面臨的經濟問題包括需要將採礦業恢復到戰前的水平，並隨著對額外勞動力的需要而進一步發展、恢復布爾人的土地擁有權，以及增加農場的作物產量。英國人及布爾人面臨的政治問題則各有不同。阿尔弗雷德·米尔纳為首的英國行政官員想通過兩種主要方法使人口「英國化」：一是增加德蘭士瓦殖民地的英裔人口；二是用英語教授布爾兒童，減少使用荷蘭語，接著實行自治。至於德蘭士瓦布爾人的政治目標是希望在布爾人統治的殖民地與政治環境中恢復自治。

## 人口

### 1904年人口普查
1904年人口普查的統計數字：
| 族群   | 人口      | 百分比（%） |
| 黑人   | 937,127   | 73.79       |
| 白人   | 297,277   | 23.40       |
| 有色人 | 24,226    | 1.90        |
| 亞裔   | 11,321    | 0.89        |
| 合共   | 1,269,951 | 100.00      |

## 外部連結
- Public-domain historical maps of South Africa （页面存档备份，存于）
- American Library of Congress （页面存档备份，存于）